# Franz Wanner
Franz Wanner (* 1975 in Bad Tölz) ist das Pseudonym eines seit 2000 arbeitenden deutschen Künstlers.

## Leben
Nach einer Fotografenlehre und einer Filmausbildung studierte Franz Wanner Medientheorie und Interdisziplinäre Projekte an der Akademie der Bildenden Künste München. Er ist bildender Künstler und Dozent in den Bereichen Kunst und Film (Hochschule Weihenstephan, Pratt Institute New York). In medienübergreifenden Arbeiten aus Fotografie, Film, Programmcodes, Objekten sowie performativer und sprachlicher Erzählung stellt Franz Wanner lokale Wirklichkeiten in globale Zusammenhänge.
Die Installation Dual-Use untersucht die Produktion von Rüstung und Tendenzen gesellschaftlicher Militarisierung. Sie ist Teil der Bundeskunstsammlung und der Sammlung der Städtischen Galerie im Lenbachhaus und löste dort 2016 während einer Ausstellung eine parlamentarische Anfrage aus. Die 2017 entworfenen Battle Management Drawings und der Film From Camp to Campus greifen die Regierungsantwort auf und unterziehen sie einer Analyse.
Das Theaterstück Die Befragung nimmt Bezug auf geheimdienstliche Vernehmungen von Geflüchteten und verhandelt gegenwärtige Vorstellungen von Staatsbürgerschaft, Staatswohl und Staatsgeheimnis. Die erste Aufführung des „operativen Lehrstücks“ fand 2018 im Rahmen von Public Art Munich in Kooperation mit den Münchner Kammerspielen statt. Die Inszenierung mit Lena Lauzemis und Christophe Vetter stellt keine tatsächliche Befragung nach, sondern simuliert unter Einbeziehung des Publikums eine Schulung im Rahmen der Agentenausbildung.

## Arbeiten in Museen und öffentlichen Sammlungen
- Pinakothek der Moderne, Sammlung Moderne Kunst
- Fonds national d’art contemporain Paris
- Städtische Galerie im Lenbachhaus
- Sammlung zeitgenössischer Kunst der Bundesrepublik Deutschland
- Artothek
- No Show Museum Zürich / Johannesburg

## Ausstellungen
Einzelausstellungen
- Museum für Photographie Braunschweig, Gift – Gegengift. Krankheitsbilder einer Stadt, 2013[4]
- basis, Frankfurt am Main, Produktions- und Ausstellungsplattform für Gegenwartskunst, Gift – Gegengift. Krankheitsbilder einer Stadt, 2014[5]
- Galerie für Landschaftskunst Hamburg, Halle Sued, Iodine Submarine, 2014
- Sammlung Fotografie des Münchner Stadtmuseums, Toxische Heimat, 2014
- GEDOK Stuttgart, Toxische Heimat, 2015
- Rathausgalerie | Kunsthalle München, Eine Stadt unter Einfluss, 2015[6]

Gruppenausstellungen
- Centro Cultural Telemar, prog:ME, Rio de Janeiro, Brasilien, 2005
- Haus der Kunst, Stockroom Score nach Allen Kaprow, Kunst als Leben, 2006
- Museum of Contemporary Art Shanghai, Gong Zhen, 2008
- Spektre Gallery Brooklyn, New York, 59 Seconds & Beyond, 2010
- Ural Industrial Biennal of Contemporary Art, Ekaterinburg, Russland, 2010
- Städtische Galerie im Lenbachhaus, Kunstbau München, Favoriten III, 2016[7]
- Städtische Galerie im Lenbachhaus, Kunstbau München, After the Fact. Propaganda im 21. Jahrhundert, 2017[8][9]
- Public Art Munich, 2018[10]
- Magasins Généraux, Par amour du jeu, Paris, 2018
- Museum von Moskau, 18 +/- Voluntary Self-Control, Moskau, 2018[11]

## Filmfestivals
- International Film Festival Rotterdam, Witte de With Center for Contemporary Art, Niederlande, 2006
- Internationale Kurzfilmtage Oberhausen, 2007, 2014
- European Media Art Festival, 2009
- Kasseler Dokumentarfilm- und Videofest, 2005, 2010, 2014, 2019
- Athens Digital Arts Festival, Griechenland, 2011
- Stuttgarter Filmwinter 2015, Werkschau Franz Wanner. Ballistik des Blicks – Filme 2001 bis 2015

## Publikationen
- Die Anmaßung, Künstlerbuch (Arbeiten 1996 bis 2011, in deutscher und englischer Sprache), Kerber Verlag, Bielefeld 2011, ISBN 978-3-86678-583-0[12]
- Secret Guide, Grundkurs Geheimdienst, Basiswissen für Agent*innen, deutsche und englische Ausgabe, Münchner Kammerspiele (Hg.), 2018
- Foes at the Edge of the Frame (Arbeiten 2015 bis 2020, in deutscher und englischer Sprache), Stephanie Weber (Hg.), Distanz Verlag, Berlin 2020, ISBN 978-3-95476-318-4[13]